# صموئيل فار
صموئيل فار (بالإنجليزية: Samuel Farr)‏ هو مهندس معماري نيوزيلندي، ولد في 1827 في Baldock ‏ في المملكة المتحدة، وتوفي في 14 يوليو 1918 في كرايستشرش في نيوزيلندا.